# Josef Stallmach
Josef Felix Stallmach (* 21. Februar 1917 in Zabrze; † 29. Juli 1995 in Mainz) war ein deutscher Philosoph.

## Leben
Er studierte von 1937 bis 1941 am Berchmanskolleg Pullach, von 1942 bis 1943 an der Universität Breslau und von 1945 bis 1950 an der Universität Göttingen klassische Philologie und Philosophie. Nach der Promotion 1950 in Göttingen und dem Lizenziat 1950 (kirchlich) am Berchmanskolleg Pullach war er von 1950 bis 1960 Assistent am Seminar für Philosophie, insbesondere Scholastische Philosophie an der Universität Mainz. Nach der Habilitation 1956 in Universität Mainz lehrt er dort von 1963 bis 1985 als Professor für scholastische Philosophie.

## Schriften (Auswahl)
- ATE. Zur Frage des Selbst- und Weltverständnisses des frühgriechischen Menschen. Meisenheim am Glan 1968, OCLC 901568362.
- Suche nach dem Einen. Gesammelte Abhandlungen zur Problemgeschichte der Metaphysik. Bonn 1982, ISBN 3-416-01682-3.
- Ansichsein und Seinsverstehen. Neue Wege der Ontologie bei Nicolai Hartmann und Martin Heidegger. Bonn 1987, ISBN 3-416-02018-9.
- Ineinsfall der Gegensätze und Weisheit des Nichtwissens. Grundzüge der Philosophie des Nikolaus von Kues. Münster 1989, ISBN 3-402-03493-X.